# 莱奥妮·皮珀
莱奥妮·皮珀（德語：Leonie Pieper，1992年8月24日—），德国女子赛艇运动员。她曾代表德国参加世界赛艇锦标赛，获得一枚金牌、一枚银牌和二枚铜牌，均来自女子轻量级四人双桨项目。